# Anthocharis scolymus
Anthocharis scolymus es una especie de mariposas de la familia Pieridae (subfamilia Pierinae, tribu Anthocharini). Esta especie de mariposa y su subespecie se distribuyen por el este de China, Corea, Japón y Ussuri.
Las larvas se alimentan de Brassicaceae.

## Subespecie
- Anthocharis scolymus mandschurica (Bollow, 1930)